# Soudage ATIG
Le soudage ATIG (ou A-TIG) est une technique de soudage signifiant en anglais : Active Tungsten Inert Gas.
Il utilise le même matériel que le soudage TIG, mais se distingue par l'apport d'un dépôt de flux alcalin actif sur les pièces (sous forme de pâte), ce qui augmente les densités de courant et la concentration d’énergie et donc la pénétration de la soudure. Ainsi, pour une même consommation d'électricité, l'épaisseur soudée est plus importante qu'en TIG traditionnel.
Il en résulte une forte modification de la morphologie des cordons soudés, doublant la gamme des épaisseurs soudables d’une seule passe.
L' ATIG a été étudié pour la première fois par l'Institut de Soudage électrique E.O. Paton (PWI) (uk) dans les années 1960, en Ukraine.
Le soudage ATIG est une technique qui émerge en construction mécano-soudée de produits chaudronnés depuis le milieu des années 1990.

## Description
Le dépôt alcalin de flux actif joue un double rôle au passage de l’arc :
- il modifie le comportement et l’équilibre électrochimique de la zone ionisée, conduisant à une constriction de l’arc électrique, réduisant ainsi la tache anodique ; les densités de courant et d’énergie sont donc augmentées au sein de la source thermique ;
- il inverse les courants de convection thermo-capillaires au sein du bain métallique, initiant alors des courants centrifuges qui sont favorables au transfert des calories dans la pièce ainsi qu’à la formation de profils de bains pénétrants plutôt que mouillants[2].

## Problématique
Le soudage TIG à l'avantage de pouvoir contrôler précisément l'aspect de la soudure (couche externe), mais cela ce fait au détriment de la pénétration des cordons soudés. Ceci conduit, dans de nombreux cas (épaisseurs soudées supérieures à 3 mm), à usiner les bords à souder, puis à effectuer plusieurs passes avec métal d’apport pour réaliser l’assemblage souhaité. Les origines de ces limites sont de deux ordres :
- d’une part, l’absence de transfert de métal conduit à un arc diffus dont l’énergie spécifique est faible, le rendement d’arc est donc médiocre (60 %)

,,,
- d’autre part, le métal fondu a naturellement tendance à être mouillant, c’est-à-dire à générer des courants de convection thermo-capillaires, internes au volume fondu, orientés du centre vers les bords du bain

,,.
Pour améliorer ce procédé, il faut intervenir à la fois sur les densités d’énergie, mais aussi sur les courants internes au bain de fusion.

## Contraintes
Certaines conceptions de torches réalisent donc une constriction aérodynamique de l’arc, ajoutant une veine périphérique de gaz réfrigérant autour du plasma créé. Mais, il est beaucoup plus difficile d’intervenir sur les mécanismes qui conditionnent les morphologies des zones fondues.
En effet, la présence d’éléments dans les métaux, sous forme de traces, peut fortement affecter les profils des zones fondues. La mise en évidence de ces éléments, appelés tensioactifs, permet de connaître les nuances de matériaux qui présenteront ou non de fortes pénétrations de bain. Ces composés, comme le soufre ou le sélénium, ont des taux qui, malheureusement pour les procédés de soudage, ont fortement diminué durant les 20 dernières années, les aciéristes raffinant de plus en plus leurs productions.
Les matériaux sont donc de plus en plus exempts d’éléments tensioactifs, or, en parallèle, les exigences industrielles en durée de vie et en conditions d’utilisation des appareils conduisent à augmenter les épaisseurs moyennes des ensembles à fabriquer.

### Sources
- (en) Joseph R. Davis, Kelly Ferjutz et Nikki D. Wheaton, ASM handbook, vol. 6 : Welding, Brazing, and Soldering, Materials Park, Ohio, ASM International, décembre 1990, 10e éd. (ISBN 978-0-87170-382-8 et 0-871-70382-3), p. 30-35.
- P.F. Mendez, T. Eagar, Modeling Penetration and Free Surface Depression during High Current Arc Welding, Massachusetts Institute of Technology, ASM 98, Trends in Welding Research, Proc. Conf., June 1998, p.13-18.
- R.T.Choo, J.Szekely, The Effect of Gas Shear Stress on Marangoni Flows in Arc Welding, Welding Research Supplement, September, 1991, p.223s-233s.
- (en) R L O'Brien, Welding handbook, vol. 2 : Welding processes, Miami, FL, American Welding Society, 1987, 955 p. (ISBN 978-0-87171-354-4 et 0-871-71354-3, OCLC 30083952), p. 73-107.
- Tsai.K. (1983), Heat Distribution and Weld Bead Geometry in Arc Welding, PhD, Massachusetts Institut of Technologie, Cambridge, 1983.
- Burgardt P., Heiple C.R. (1986), Interaction between Impurities and Welding Variables in Determining GTA Weld Shape, Welding Research Supplement, June, 1986, p.150-155.
- K.C. Mills, B.J. Keene, R.F. Brooks, A. Olusanya (1984), The Surface Tension of 304 and 316 Type Stainless Steel and their Effect on Weld Penetration, Proc. Centenary conference metallurgy department, University of Strachclyde, Glasgow, June 1984.
- Marya S. (1996), Effect of minor chemistry elements on GTA weld fusion zone characteristics of a commercial titanium, Scripta Metallurgica et Materialia, Vol 34, 1996, N°11.